# یواس‌اس والدرون (دی‌دی-۶۹۹)
یواس‌اس والدرون (دی‌دی-۶۹۹) (به انگلیسی: USS Waldron (DD-699)) یک کشتی بود که طول آن ۱۱۴٫۸ متر (۳۷۷ فوت) بود. این کشتی در سال ۱۹۴۴ ساخته شد.